# Epinephelus aeneus
Espèce
Statut de conservation UICN

 NT  : Quasi menacé
Epinephelus aeneus est une espèce de poissons de la famille des Serranidae. Ce mérou est appelé thiof au Sénégal, mot emprunté au vocabulaire  lébou et wolof. Il est appelé Cherne aux îles Canaries.
Comme la plupart des espèces de la famille des serranidés, Epinephelus aeneus est une espèce  hermaphrodite protérogyne. La période d'inversion sexuelle est assez bien connue. Elle est variable, mais peut-être définie comme se réalisant autour de la taille de 75 cm. Les jeunes individus (moins de 30 cm) se trouvent surtout en zone côtière, notamment en zone estuarienne. Ensuite, ils migrent vers des profondeurs plus importantes (entre 30 et 100 mètres) avec une préférence pour les milieux avec de fortes proportions de zones sableuses.
C'est le poisson le plus renommé au Sénégal pour sa chair ferme et fine. Il est d'ailleurs représenté au revers du billet de 2 000 francs CFA.